# Incident de Mainila

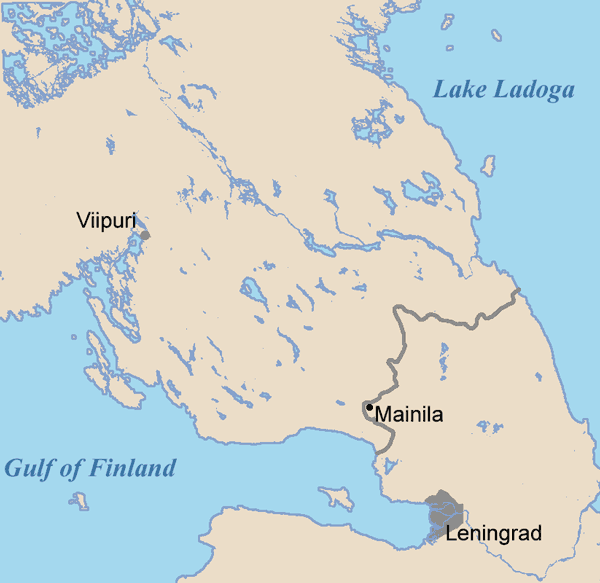
Localisation de sur l'isthme de Carélie (avec les frontières antérieures à la signature du traité de paix de Moscou).

L’incident de Mainila (en finnois : Mainilan laukaukset) fut un incident militaire qui se déroula le 26 novembre 1939. Ce jour-là, l'Armée rouge bombarda le village russe de Mainila (ru) (situé près de Beloostrov), déclara que l’origine du bombardement venait de la Finlande, la frontière étant toute proche, et annonça des pertes humaines. Grâce à cette opération sous fausse bannière, l'Union soviétique gagna un grand élan de propagande et un casus belli pour le lancement de la guerre d'Hiver quatre jours plus tard,.

## Contexte
L'Union soviétique avait signé des traités internationaux de non-agression avec la Finlande : le traité de Tartu en 1920, le pacte de non-agression signé en 1932 qui fut renouvelé en 1934, et la Charte de la Société des Nations. Le gouvernement soviétique tentait d'adhérer à une tradition de légalisme, et un casus belli était nécessaire pour démarrer la guerre. Plus tôt dans la même année, l'Allemagne nazie avait mis en scène l'incident de Gleiwitz, relativement similaire, pour se créer une excuse pour se retirer de son pacte de non-agression avec la Pologne. En outre, les jeux de guerre soviétiques de mars 1938 et 1939 s'appuyaient sur un scénario où des incidents frontaliers, dans le village de Mainila, auraient déclenché la guerre.

## L'incident
Sept tirs d’artillerie furent tirés, et leurs points de chute furent détectés par trois postes d'observation finlandais. Ces témoins estimèrent que les obus explosèrent à environ 800 mètres à l'intérieur du territoire soviétique. La Finlande proposa une enquête neutre sur l'incident, mais l'Union soviétique refusa et rompit ses relations diplomatiques avec la Finlande le 29 novembre.
Des documents des archives privées du cadre du Parti communiste de l'Union soviétique Andreï Jdanov suggèrent fortement que la totalité de l'incident fut orchestrée afin de dépeindre la Finlande comme un agresseur et de lancer une offensive. Les Finlandais nièrent toute responsabilité dans les attaques et identifièrent l'artillerie soviétique comme responsable. En effet, les journaux des batteries d'artillerie finlandaises situées à proximité de la frontière montrèrent que Mainila était hors de portée de chacune d'entre elles, car elles avaient été mis en retrait auparavant pour prévenir de tels incidents.
Dans les jours suivant le bombardement, la machine de propagande soviétique généra beaucoup de bruit au sujet d'autres actes fictifs d'agression finlandaise. L'Union soviétique dénonça alors le pacte de non-agression avec la Finlande, et le 30 novembre 1939, lança les premières offensives de la guerre d'Hiver.

## Enquêtes et archives
Les Finlandais menèrent immédiatement une enquête, qui conclut qu’aucune pièce d'artillerie ou de mortiers finlandais ne pouvaient avoir atteint le village de Mainila. Le maréchal Mannerheim avait ordonné à tous les canons finlandais de se retirer vers l’arrière pour se mettre hors de portée. En outre, les gardes-frontières finlandais déclarèrent qu'ils avaient entendu le bruit de tirs d'artillerie du côté soviétique de la frontière.
L'historien russe Pavel Aptekar analysa des documents militaires soviétiques déclassifiées et constata que les rapports quotidiens des troupes situées dans la région ne signalaient pas de pertes humaines pendant la période en question, le conduisant à conclure que le bombardement des troupes soviétiques avait été une mise en scène.
Des années après l'incident, le chef de l'Union soviétique Nikita Khrouchtchev écrivit que les bombardements de Mainila avaient été ordonnés par le maréchal de l'artillerie Grigori Koulik. En 1994, le président de la Russie, Boris Eltsine, dénonça la guerre d'Hiver, reconnaissant qu'il s'agissait d'une guerre d'agression.